# 四万温泉

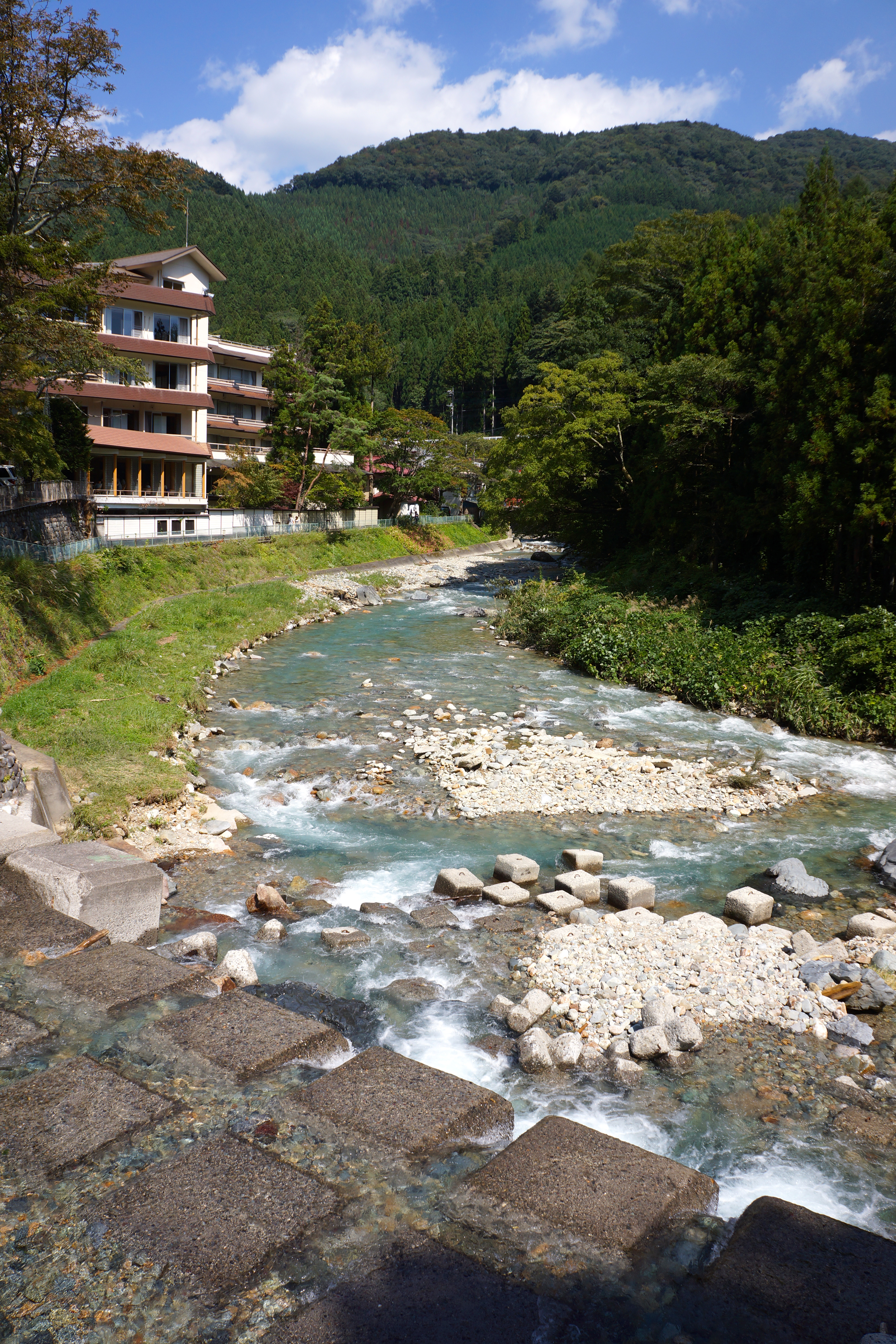
四万川と温泉地

四万温泉（しま おんせん、旧字体：四萬溫泉）は、日本の群馬県吾妻郡中之条町四万（近世における上野国吾妻郡四万村、幕藩体制下の上州御料四万村）に所在する温泉である。三国山脈に発して南進する四万川の（吾妻川の支流）上流域に位置する。
名前は「四万の病を癒す霊泉」に由来するとの説があり、鎌倉時代から知られている。古代に開湯されたと伝えられている（※後述）。
湯宿は永禄6年（1565年、戦国時代末期）に初めて設けられた。宮城県の峩々温泉、大分県の湯平温泉と共に、胃腸病に効く「日本三大胃腸病の名湯」と呼ばれてきた。上毛かるたでも「世のちり洗う四万温泉」と詠われている。また、四万温泉は古くから「草津の仕上げ湯」と呼ばれてきた。これは、強酸性の草津の湯（草津温泉）で湯治をした後、保湿・美肌効果のある塩化物・硫酸塩泉である四万温泉に滞在するのが定番になっていたことに由来する。1954年（昭和29年）には酸ヶ湯（青森県）・日光湯元温泉（栃木県）と共に国民保養温泉地の第1号に指定されている。

## 源泉

### 泉質
- 硫酸塩泉（ナトリウム・カルシウム－塩化物・硫酸塩温泉[1][7][9][4]）。低張性中性高温泉[9]。
- トリチウム試験の限界値である50年より昔の湯が湧出している[1]。水源地域（三国山脈）の火山地帯に降った雨水が地下数十キロメートルの深部に浸透してマグマに触れることで温泉成分と熱を得ながら流れ、50年以上経って地表に湧き出している[9]。

### 備考
- ひん岩の裂け目から湧出する[2]。
- 泉温は、43～82°C[2]。70～80°C（四万たむら）[9]。
- 群馬県の源泉実態調査において、県の源泉台帳に登録されている源泉は 42か所[1]。
- 湧出形態は、自然湧出が39か所[1]、掘削源泉が3か所で、掘削深度は100～300メートルと浅い[1]。
- 全体の湧出量は、毎分約3,500リットル[1]。平均pH値は7.7（※2001年度〈平成13年度〉調べ）[1]。

## 歴史

### 開湯伝説
開湯伝説は2つあるが、いずれも桓武天皇治世後半の延暦年間（782-806年、奈良時代末期～平安時代初期）に属する。
坂上田村麻呂説
桓武天皇の治世 (737-806) に征夷大将軍・坂上田村麻呂が蝦夷征討を行った時、奥州古道（国府街道）を国府─渋川宿─中之条─四万─木根宿─越後国浅貝宿という経路で移動しているが、四万の日向見（ひなたみ）で入浴したと伝えられており、これをもって四万温泉の開湯と考えられている。時期を突き詰めるならば、平安京を出征した延暦20年2月14日（801年3月31日）から征討が終了したと考えられる同年9月27日（11月6日）までの最初の遠征と、延暦21年1月7日（802年2月12日）からアテルイが降伏した同年4月15日（5月19日）までの2度目の遠征の、いずれかの間の出来事である。
碓井貞光説
永延3年（989年、平安時代前期後半）、頼光四天王（らいこう してんのう。源頼光の四天王）の一人に数えられる碓井貞光（うすい の さだみつ）は、越後国（現・新潟県）から木の根峠/木根峠（きのねとうげ）/木根宿峠（きのねしゅくとうげ）を経て生国である上野国（現・群馬県）に入り、当地で夜を明かすことになった。夜もすがら、読経をしていて夢うつつになった夜半の頃、どこからともなく一人の童子が立ち現れて曰く、「汝が読経の誠心に感じて四万（よんまん）の病悩を治する霊泉を授く。我はこの山の神霊なり。」と。然して貞光が目醒めると、神託のとおり湧き出る温泉を見付けたという。係る吉事（よごと）に感じ入った貞光は、この地に一宇の堂を建立し、自らの守本尊（まもりほんぞん）の薬師如来を安置して「日向守貞光寺薬師瑠璃如来（ひゅうがのかみ さだみつじ やくしるりにょらい）」と号し、温泉は「御夢想の湯（ごむそうのゆ）」と呼び、地域は神託にちなんで「四万郷（しまのごう）」と名付けたとのことである。また、貞光が日向守であったことから、四万温泉の開湯地とその温泉名を特に「日向見（ひなたみ）」および「日向見温泉」と呼ばれるようにもなった。

### 開湯以降
湯宿は永禄4年（1563年、戦国時代末期）に初めて設けられた。真田昌幸は戦乱で荒廃した道路や橋を復旧し、田村彦左衛門を湯守に任命して湯治場を整備した。
その後、徐々に温泉街が形成されていった。現存最古の湯宿である「積善館（せきぜんかん）」は、元禄4年（1691年、江戸時代前期）に開業している。
江戸時代後期に寂れてしまったが、1889年（明治22年）に県道が開通すると、人力車や馬車が通るようになって入浴客が増加し、四万温泉は湯治場として賑わうようになった。その後は、時代が変遷するに連れて半自炊・長逗留の湯治客は減少し、短期宿泊型の観光客が多くなっていった。それでも、群馬県の代表的な温泉の中で最後まで大勢の半自炊の湯治客を受け入れ続けたのは四万温泉であった。

### 年表

#### 古代
- 延暦年間（782-806年、奈良時代末期～平安時代初期） - 開湯伝説その1「坂上田村麻呂説」の時代 / 坂上田村麻呂が蝦夷征討の折、日向見に立ち寄って入湯したと伝えられる。このとき開湯された源泉は現在の日向見地区にある「御夢想の湯」とされている。
- 永延3年（989年、平安時代前期） - 開湯伝説その2「碓井貞光説」の時代 / 碓井貞光が越後国から木根宿峠（現・木根宿ルート）を経て日向見に入り、源泉を発見したと伝えられる。この説でも開湯された源泉は「御夢想の湯」と比定されている。

#### 中世
- 鎌倉時代 - この頃から知られていたという[3]。
- 天文年間 (1532-1555) の頃 - 関東管領職にあった上杉憲政がたびたび四万を訪れて入湯した[17]。
- 永禄4年（1563年、戦国時代末期）
  - 真田勢（真田幸隆、信綱、昌幸など）を主とする武田信玄方の攻撃を受け続けていた上杉謙信方・斎藤憲広（斎藤越前守基国）の居城・岩櫃城が、家臣の内応もあって落城する。憲広と斎藤一族（越後斎藤氏）は四万を通って越後国へ落ち延びることになったが、家臣の一人であった田村清政（田村甚五郎清政）は、主君らの道行きを護るべく四万村山口に踏み留まって追っ手を防ぎ続けた[15][1]。主君が無事に落ち延びた後も清政は山口に留まり、やがては土着することになった[1]。
  - 四万温泉の湯宿が初めて設けられる / 山口に土着した田村甚五郎清政がこの地の四万川で新たな源泉を発見し、湯宿を営み始める[5][1][12]。この湯宿を前身とするのが現在の「四万たむら」（歴史的名称：田村屋旅館[5]、旧称：賽陵館田村旅館[15]）である[15]。
- 四万の領主となった真田昌幸が、土地の人々の意見を採り入れながら道や橋を整備する[18][17]。

#### 近世
- 幕藩体制成立早期（豊臣政権末期、あるいは、江戸時代初頭） - 沼田領主・真田家を通じて公儀より田村家が四万温泉の湯守に任ぜられる[15]。
- 慶長3年（1598年、安土桃山時代末） - 伊勢国山田の鹿目家貞（かなめ いえさだ）が沼田城主・真田信幸（真田信之。真田昌幸の子）の武運長久を祈願して日向山定光寺の薬師堂（現存する日向見薬師堂）を建立した[19][18]。
- 寛永8年（1631年、江戸時代前期） - 三国街道に猿ヶ京関所（所在地は現・利根郡みなかみ町域）が新設され[20]、これにより、それまでの日向見関所は廃止されて街道は通行禁止になったものの、越後への抜け道としてその後も利用され続けた[21][13]。
- 時期不明 - 田村甚五郎清政の孫で分家して四万村新湯へ移った田村彦左衛門が、新湯でも新たな源泉を発見して湯宿を開業した[5]。
- 延宝年間（1673-1681年間） - 山口地区にて「山口屋」（現・四万やまぐち館の前身）が創業[22]。
  - 『四万新湯湯銭取立て帳』（1683年）によれば、四万温泉に湯治客が来るようになったのはこの頃からとのこと[22]。同国内はもとより、武蔵国や江戸からの来遊があったという[22]。
- 天和2（1682年） - 田村彦左衛門が『四万県泉湯銭駄賃馬等定』を著す[5]。同書には、入湯人から湯銭を取り立てていることや、村内の農民が湯治客の荷物運びで駄賃を稼いでいることが記されており、四万での温泉宿の経営が立派に成立していたことが窺える[5]。
- 天和3（1683年） - 田村彦左衛門が[23]『四万新湯湯銭取立帳』を著す[5]。同書の記述で「共同浴場」「湯宿」「蒸湯」の存在が確認でき、「貸座敷有り」などの記録も見られる[11][12]。
  - 四万温泉は天和から元禄の頃までに温泉場としての体裁を整え、宝暦年間から文政4年（1821年）までが隆盛期であった[5]。
- 元禄4年（1691年） - 四万村の名主を務めていた3代目（もしくは4代目）関善兵衛が、湯守・田村彦左衛門の許しを得て、湯場と湯宿を開業[24]（現存最古の湯宿としての積善館本館の開業。ただし当時は2階建て）[24][25]。
- 元禄7年（1694年） - 先の関善兵衛が旅籠宿を開業。
- 宝暦年間（1751-1764年間） - 古文書[注 5]によれば、この頃、山口地区の設備等は、浴場2か所、滝湯2か所、湯宿10軒、貸座敷有り[12]。新湯地区の設備等は、浴場4か所、蒸湯4か所、滝湯1か所、湯宿7軒、貸座敷有り[12]。当時の湯場はすべて共同浴場であった[12]。
- 文政5年（1822年） - 榛名山ニツ岳の蒸湯が再整備された。これにより、四万は客を奪われ、時代は衰退期に転じる[5]。
- 天保年間（1831-1845年） - 新湯地区で火災あり[5]。この時期に天保の大飢饉など全国で天変地異が頻発した[5]。
  - 四万温泉はすっかり寂れ、県道が開通する1889年（明治22年）まで衰退したままであった[5]。
- 天保5年（1834年） - 湯守の10代目田村茂左衛門が、田村屋旅館の母屋を格式の高い向破風様式に改築する（現存）[15]。
- 幕末から明治時代初頭にかけて - この頃、近隣の草津温泉や伊香保温泉に比べると四万温泉は依然として寂れたままであった[22]。

#### 明治・大正時代
- 明治時代初頭 - 全国で廃仏毀釈の嵐が吹き荒れるなか、四万では日向見の古刹であった日向山定光寺が廃寺に追い込まれ、薬師堂と籠堂だけが破却を免れる。
- 明治時代初期 - 関家が屋号を現在の「積善館」に改める。
- 明治時代初期 - 慶応義塾で学んでいた田村茂登馬（田村屋旅館12代目当主・田村茂三郎）が、福沢諭吉先生から直接薫陶を受け、「四万温泉は不便だからなかなか行かれない。」「田村君、これからは交通手段がとても重要になるから良く考えておくと良い。」との提言に従って群馬自動車会社を設立[15]。渋川駅から四万温泉まで定期路線バスを走らせ始めた[15]。当時は、福沢が訪れるにしても馬車に頼るしかない時代であった[15]。
- 1888年（明治21年）頃 - 四万温泉組合の創立[22]。
- 1889年（明治22年） - 中之条－四万間で県道が開通[5][22][11]。人力車や馬車が通るようになったことで湯治客が増加し、四万温泉は湯治場として再び賑わうようになった[5][22][11]。なお、この時期を境に中心地は旧来の山口地区から新湯地区へと移り変わった[12]。
  - これ以降、与謝野晶子、斉藤茂吉、高村光太郎、井伏鱒二、太宰治など、多くの文人・墨客が訪れるようになる[22]。歌人・与謝野晶子は「何とかや 四万の名所の 渓谷の 底に青める わが涙かな」「四万の湯の 龍宮と云ふ 浴房の うちに隠れて わが思ふ夢」など数多くの和歌を詠んでいる[22]。
- 1890年（明治23年） - 山口地区で火災が発生し、打撃を受ける[5]。
- 1894年（明治27年）7月25日 - 日清戦争の勃発。これによって経済界が活気付き、四万でも旅客入込数が増加し、活況を呈するようになる[5]。
  - 四万温泉はこの頃から湯冶場として全国的知名度を高めてゆき、1926年（昭和元年）には草津温泉・伊香保温泉と共に「上毛三名湯」「上州三名湯」「群馬三大温泉地」と称されるまでになる[5]。
- 1897年・1898年（明治30年・31年）頃 - 積善館本館の3階が増築される[26]。
- 1912年(明治45年）2月8日 - 日向見薬師堂が国の特別保護建造物（後の重要文化財）に指定される[27]。
- 1914年（大正2年） - 山口屋が屋号を現在の「四万やまぐち館」に改める[22]。

#### 昭和時代
- 1926年（昭和元年） - 草津温泉・伊香保温泉・四万温泉が「上毛三湯（じょうもうのさんとう）[28][29]」「上毛三名湯（じょうもうのさんめいとう）[8]」「上州三名湯[9]」「群馬三大温泉地」と呼ばれるようになる[5]。
- 1930年（昭和5年） - 積善館が「元禄の湯」を造る。
- 1935年（昭和10年）9月26日 - 台風接近に伴う集中豪雨により温泉旅館15戸が流失、入浴客も巻き込まれて死者多数[30]。
- 1936年（昭和11年） - 積善館が山荘と本館の廊下橋を造営[31][32][25] / 山荘はのちに国の登録有形文化財に登録され[25]、群馬県近代化遺産にも指定される[25]。
- 1944年（昭和19年） - 大東亜戦争（太平洋戦争）中、東京府東京市滝野川区（現・東京都北区）の国民学校の学童約1500名の集団学童疎開を、四万温泉が受け入れる[5]。

- 学童の中には当時11歳の児玉清がいた。この件は「児玉清」節にて詳説する。

- 1949年（昭和24年） - 群馬県・長野県・新潟県を含む四万温泉周辺の広い地域が上信越高原国立公園に指定される[2][8][22]。
- 1950年（昭和25年）
  - 月日不明 - 四万川ダムが、四万川・吾妻川流域の治水・利水を目的として、四万川最上流部にて着工される。
- 1954年（昭和29年） - 旧厚生省が、四万温泉（群馬県）・酸ヶ湯温泉（青森県）・日光湯元温泉（栃木県）の3泉を全国初の国民保養温泉地に指定する[2][8][11][22]。指定者は1972年（昭和47年）以降は環境庁（現・環境省）に、2001年（平成13年）以降は環境省に替わっている[8]。
- 1970年（昭和45年）頃 - 客室として使用されてきた積善館本館の向新（むこうしん）が従業員の寮に換わる[26]（■画像参照）。
- 昭和40年代半ば - この頃から、県外客数が県内客数を上回り始める[24]。
- 1971年（昭和46年）12月22日 - 四万の甌穴群が、県の天然記念物に指定される[17]。
- 1980年（昭和55年） - 四万やまぐち館で鉄筋7階建ての本館が完成し、現在（※2020年代前期）の佇まいが完成する[22]。
- 1986年（昭和61年） - 積善館で佳松亭が増築され、現在（※2010年代後期、2020年代前期）の佇まいが完成する[26]。

#### 平成時代
- 1992年（平成4年）10月 - 東武バスが、中之条駅－四万・沢渡間の路線の乗合バス事業を吾妻観光自動車に移管する。
- 1996年（平成8年）3月2日 - 積善館本館が群馬県の重要文化財に指定される。
- 1997年（平成9年）
  - 6月12日 - 積善館本館の前新と積善館山荘が、国の登録有形文化財に登録される（前者は2014年、中之条町指定文化財となったため、登録有形文化財としての登録は抹消[33]）。
  - 7月15日 - 積善館の廊下橋が、国の登録有形文化財に登録される（2014年、中之条町指定文化財となったため、登録有形文化財としての登録は抹消[33]）。
- 1999年（平成11年）7月 - 四万川ダムの完工[17]。
- 2001年（平成13年）7月20日 - スタジオジブリのアニメ映画『千と千尋の神隠し』の公開日。当映画の主要舞台の趣をもった積善館本館等が話題に上り、のちには積善館もこれを謳うようになった。
- 2002年（平成14年）10月 - 吾妻観光自動車が関越交通に吸収合併されて解散し、中之条駅－四万・沢渡間の路線の乗合バス事業は関越交通に引き継がれる。
- 2003年（平成15年） - 国土交通省関東運輸局が「関東・観光バスで行く名所100選」を選定し、四万温泉も選ばれた[34]。
- 2004年（平成16年）
  - 7月25日 - 日本全国で温泉偽装問題が取り沙汰され始める。四万温泉では温泉を利用していない民宿が2軒あったと報じられた[注 6]。
  - 月日不明 - 関越交通が高速バス「四万温泉号」を運行開始。
- 2006年（平成18年）1月 - 「御夢想の湯」の建物が湯屋造（ゆやづくり）に建て替えられ、リニューアルオープンした[14][35]。
- 2014年（平成26年）1月9日 - 四万グランドホテルが、ハローキティとのコラボレーション企画を展開し始める[36]。
- 2015年（平成27年）10月30日 - 関越交通が高速バス「伊香保四万温泉号」を運行開始。
- 2018年（平成30年）3月31日 - 四万川ダム近くで営まれていた日帰り入浴施設「四万こしきの湯」が閉鎖される。

## 四万温泉街
四万温泉街、あるいは、四万温泉郷と呼ばれる。その宿泊施設および温泉浴場施設の提供は地域団体商標に登録されている。
四万温泉は、新潟・群馬県境に広がる三国山脈に発して南へ流れる四万川に沿って、山あいの谷に南北およそ4キロメートルに亘って分布しており、温泉街が点在している。温泉街は、四万川上流から順に「日向見（ひなたみ）」「ゆずりは」「新湯（あらゆ）」「山口」「温泉口」という5つの地区で構成されており、地区ごとに風情が異なる。
慶雲橋の近傍にある新湯横丁広場辺りで群馬県道239号四万温泉線は東へ直角に曲がって進むが、この通りを「落合通り」といい、落合通り商店街が営まれている。この商店街には、民芸店のほか、スマートボールやパチンコで遊べて有名人のサインだらけの店として知られる「柳屋遊技場」や、昔ながらの佇まいの飲食店などが建ち並び、昭和レトロの風情を醸し出している。
寸志で入浴可能な共同浴場（露天風呂）が3軒存在する。ほかにも、町営の日帰り入浴施設「四万清流の湯」1軒が山口地区にある。「河原の湯」（新湯地区）は、四万温泉街のほぼ中心部にある。「上の湯」（山口地区）は、温泉郷入り口付近に存在し、近くに山口露天風呂も存在していたが、現在は足湯に変更されて公開されている。四万川ダム近くに日帰り入浴施設「四万こしきの湯」があったが、2018年（平成30年）3月31日付で閉鎖された。飲泉所も3箇所存在する。

### 日向見
四万川ダム（奥四万湖）の周辺地域（旧・澤田村域）と、ダム湖に到る今の四万川最上流域、および、この地域の低所で四万川から枝分かれして北の山中へ伸びている支流・日向見川（ひなたみがわ）の下流域とで形成されている地域。大日本帝国陸地測量部の1915年（大正4年）の地図などではこの地域は「四萬（四万）」と区別されており、昔からのこの地域の温泉の総称として「日向見温泉（ひなたみ おんせん）」があった。この名称は現在も用いられる場合がある。その昔は越後国/新潟県側の三坂峠（苗場スキー場に到る）へ抜ける木の根峠/木根峠（きのねとうげ）/木根宿峠（きのねしゅくとうげ）の峠道が稲包山の尾根に沿って北へ長く伸びており、険しい道筋には宿場（木の根宿/木根宿）も湯場もあった。この道は今は登山ルートになっている。
江戸時代前期の寛永8年（1631年になって三国街道に猿ヶ京関所が新設されたことで、それまでの日向見関所が廃止され、街道は通行禁止になったが、越後への抜け道としてその後も利用され続けた。

#### 御夢想の湯
地域最奧の日向見（そこにある日向見温泉）には四万温泉の開湯伝説の地とされる源泉（現在名：御夢想の湯〈ごむそうのゆ〉）がある。
「御夢想の湯」の湯場と湯小屋は2006年（平成18年）1月に改築された。湯舟は黒御影石を刳り抜いたものに、湯小屋の建築様式は珍しい湯屋造（ゆやづくり）に改められた。

#### 日向山定光寺
日向見地区（そこにある日向見温泉）の古刹であったが、明治時代初頭の廃仏毀釈で廃寺となり、後述する日向見薬師堂とお籠堂だけが遺された。戦国時代以前は現在の中之条町大字折田字定光寺（近世における折田村定光寺）に所在したという。定光寺が廃寺になった後、日向見薬師堂は宗本寺（揚水山宗本寺。中之条町下沢渡に所在。増上寺の末寺）の所属となった。

#### 日向見薬師堂
日向見温泉にひっそりと建つ、茅葺屋根の薬師堂。一説には永延年間 (987-989) に碓井貞光が創建したという（碓井貞光説）。旧特別保護建造物で、1950年（昭和25年）8月29日の文化財保護法施行以降は国の重要文化財。入口には温泉が湧き出す石があり、四万温泉発祥の地ともされている。
方三間、四柱造の禅宗様建築で、慶長3年（1598年、安土桃山時代末）に伊勢国山田（伊勢国度会郡山田町、旧・三重県度会郡宇治山田町山田、現・三重県伊勢市山田）の鹿目家貞（かなめ いえさだ、鹿目喜左衛門藤原家貞）が沼田城主・真田信幸（真田信之。真田昌幸の子）の武運長久を祈願して日向山定光寺の薬師堂として建築したもの。祀られる薬師瑠璃光如来（やくしるりこうにょらい）は、薬師如来「湯前薬師（ゆぜんやくし）」として今も湯治客の信仰を集める。
なお、薬師堂の前には湯治客が如来に願掛けするための籠堂（こもりどう）（通称：お籠堂）も現存する。こちらは慶長19年（1619年、江戸時代初期）に建てられた。

### 新湯
初代田村甚五郎が四万村山口にて四万温泉の湯宿を初めて設けた後、ややあって、分家した孫の田村彦左衛門は四万村新湯に移り住み、この地でも湯宿を開業した。これが新湯における温泉業の始まりである。cf. 1565、#田村彦左衛門。

#### 積善館
※「老舗の一覧#1650年から1699年まで」の「1691年」に記載あり。
新湯地区にある老舗旅館「積善館（せきぜんかん）」は、上野国吾妻郡四万村の名主を務めていた3代目（もしくは4代目）関善兵衛（せき ぜんべえ。通称：関善；せきぜん）が現在の場所に湯場と湯宿を造った元禄4年（1691年、江戸時代前期）をもって創業年としている。湯宿のほうは現存する本館の建物であり、ただし、現在の3階建てと違って当初は2階建てであった。その3年後の元禄7年（1694年）には旅籠宿として開業している。積善館の主人を務める関家当主は名跡「関善兵衛」を代々襲名しており、現在の当主（本名：関善平）は19代目である。
明治時代になって屋号が現在の「積善館」に改められている。これは15代目当主が「関善」と『易経』に由来する故事成語「積善の家には余慶あり」を掛け合わせて「館」を添えた命名である。1897年・1898年（明治30年・31年）頃には本館の3階が増築された。
1930年（昭和5年）に造られた「元禄の湯」は、中之条町の文化財に指定されている。1986年（昭和61年）には佳松亭が増築され、現在（※2010年代後期、2020年代前期）の佇まいが完成している。
積善館の本館の多くの部分は現存する日本最古の湯宿建築であり、「積善館本館」（1棟）の名称で群馬県の重要文化財に指定されている（1996年〈平成8年〉3月2日指定）。積善館の建物のうち前新（まえしん、1階は「元禄の湯」）と廊下橋は中之条町の文化財になっている。また、山荘は昭和の名工の手技を後世に伝える桃山様式の優れた建築であり、国の登録有形文化財に登録されている。

本館と、本館の前を流れる新湯川（あらゆがわ）に架かり、朱塗の欄干が目にも鮮やかな「慶雲橋（けいうんばし）」は、数々の映画のロケ地やモデルになってきた。■右の画像を参照。
スタジオジブリの新作アニメ映画『千と千尋の神隠し』の2001年（平成13年）公開が発表されると、主要舞台として描かれている湯屋（ゆや）「油屋（あぶらや）」のモデルになったのではないかという噂が日本各地の温泉地などで立ち上がった。四万温泉もその一例で、積善館本館と慶雲橋がそうではないかという噂が口コミやファン（アニメファンもしくは温泉ファン）のブログを通じて広まった。とりわけ、本館の向新（むこうしん）は、昔は客室であったのが、1970年（昭和45年）頃に住み込み従業員の寮として使用されるようになったものであり、構造のみならず用途までもが作品と同じである。また、本館と山荘を結ぶ地下通路で、一番の人気スポットでもある「浪漫のトンネル」も、作中で異世界と現実世界を繋ぐ通路の役割を果たしているトンネルを想起させると注目された。そのうち、積善館をはじめ、観光情報サイトなどでも、この件を売りの一つにするようになった。宮崎駿監督とスタジオジブリは日本各地の温泉施設をモデルにしたと認めながらも具体的に挙げた名は極わずかであり、その中に四万温泉は含まれていない。とは言え、積善館によれば、映画製作前に宮崎駿監督が宿泊しているとのことである。事の真相はともかくとして、積善館の景色と雰囲気が作中のイメージと重なるのは、ファンの認めるところであり、“巡礼”目的で訪れる観光客は珍しくない。なお、公式サイトや観光情報サイト等には、「実際にモデルになったかどうかは分からない」としたうえで「同アニメに通じる趣がある」と謳っているものと、「モデルになった」と謳っているものがあるが、ほとんど全てが何らかの形で謳ってはいる。

### 山口

#### 四万たむら
※「老舗の一覧#1500年から1599年まで」の「1563年」に記載あり。

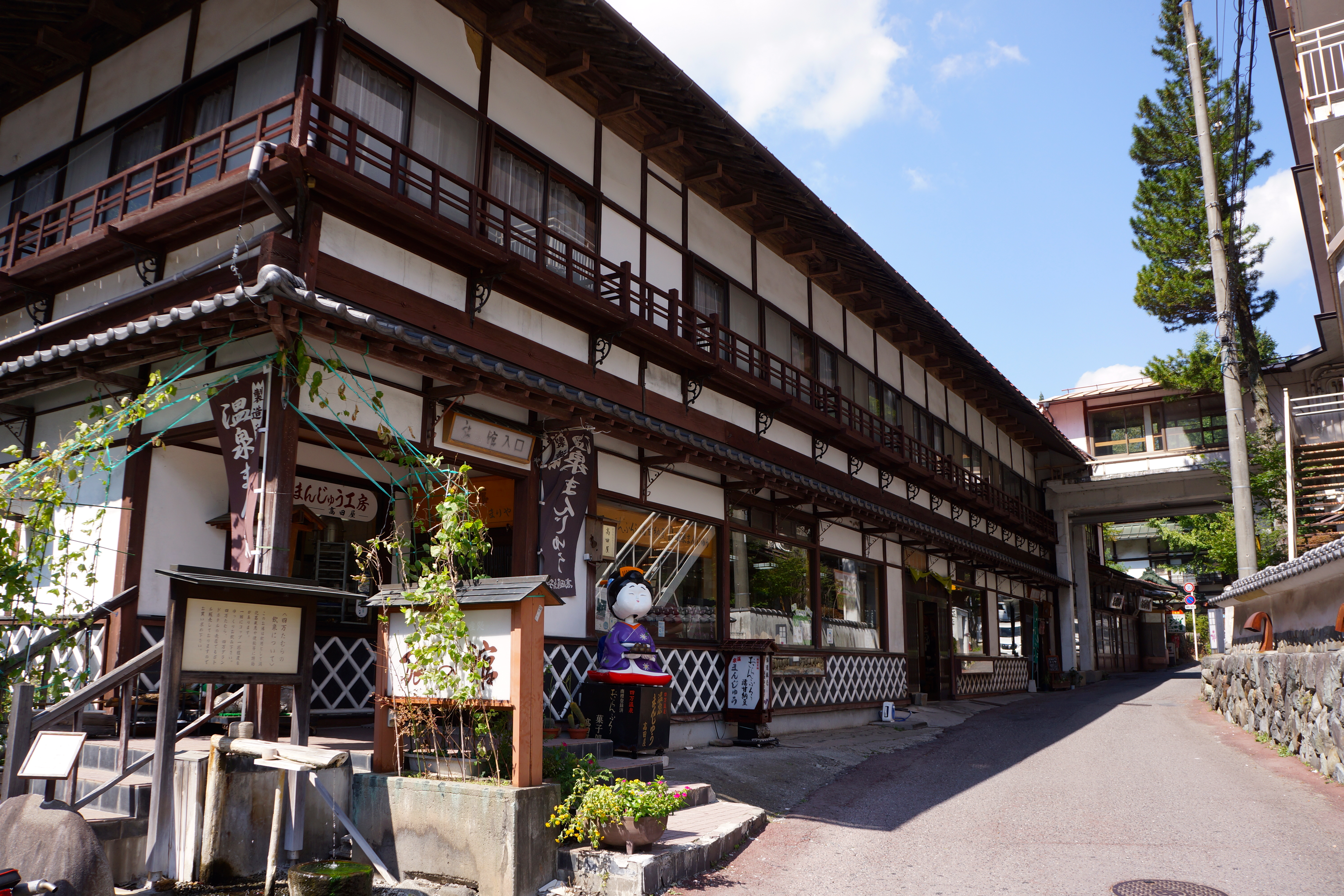
四万たむら

戦国時代末期の永禄4年（1563年）、上杉謙信方・斎藤憲広配下の武将・田村清政（田村甚五郎清政、初代田村甚五郎）は、主君の居城であった岩櫃城の落城に伴い、越後に落ち延びるようとする斎藤一族への武田信玄方の追っ手を阻止すべく四万村山口に踏み留まった。事を成した後、そのまま山口に土着することになった清政は、この地の四万川にて新たな源泉を発見し、湯宿を営み始めた。これが温泉宿で栄える四万温泉の嚆矢となった。現在ある「四万たむら」（歴史的名称：田村屋旅館、旧称：賽陵館田村旅館）は初代田村甚五郎の湯宿を前身とする。cf. #1563。
田村家は、幕藩体制が成立しつつあった時期（豊臣政権末期、あるいは、江戸時代初頭）に、沼田領主・真田家を通じて公儀より四万温泉の湯守に任ぜられている。天保5年（1834年）には、10代目田村茂左衛門が旅館の母屋を格式の高い向破風様式に改築しており、これが現存する。
明治時代初期には、慶応義塾で学んでいた田村茂登馬（田村屋旅館12代目当主・田村茂三郎）が、福沢諭吉から直接薫陶を受けて交通の重要性に気付き、乗合バスを運行する群馬自動車会社を設立。渋川駅から四万温泉まで定期路線バスを走らせ始めた。cf. #諭吉薫陶。
初代田村甚五郎に始まる「田村屋旅館」は、近代の「賽陵館田村旅館」を経て、現代では「四万たむら」と新湯地区にある姉妹館（グループホテル）「四万グランドホテル」を経営している。四万グランドホテルは、2014年（平成26年）1月9日からハローキティとのコラボレーション企画を展開しており、女性客から好評を博している。ハローキティをテーマにした「メルヘンの湯」は温泉との世界初のコラボ作品であり、女性だけが利用できる。ハローキティをデザインした和モダンスタイルのカフェ「かふぇ ふろれすた」もある。路線バスを利用した場合の四万温泉の玄関口にあたるバス停「四万温泉 四万グランドホテル前」でもコラボデザインのハローキティの看板が迎えてくれる。
なお、児玉清と四万温泉の縁については、四万やまぐち館を中心に解説しているが、同じ山口地区ということもあってか、四万たむらとの親交も深いものであったとのことである。

#### 四万やまぐち館
※「老舗の一覧#1650年から1699年まで」の「延宝年間 (1673-1681) 」に記載あり。
江戸時代初期の延宝年間（1673-1681年間）に「山口屋」として創業した老舗旅館。
2005年（平成17年）のテレビドラマ『ファイト』では重要なロケ地になり、もともと四万温泉と縁のあった出演者・児玉清との親交をいっそう深めることとなった。「児玉清」節にて詳説。

#### 児玉清
大東亜戦争（太平洋戦争）後期の1944年（昭和19年）、東京府東京市滝野川区（現・東京都北区）の国民学校の学童であった清少年（11歳）は同級生達とともに四万温泉に集団学童疎開していた。これが縁で、児玉清にとって四万温泉は寛ぎを求めて頻繁に訪れる地となり、「第二の故郷」と感じるほどになったという。また、関係自治体同士もその時の縁を基にして、1997年（平成9年）4月19日、東京都北区と中之条町が友好都市交流協定を締結している。
児玉は、2005年（平成17年）のテレビドラマ『ファイト』でも、東京から四万温泉への疎開歴があって今は四万温泉にある温泉旅館の主人になっている男性を演じている。この時のロケ地になったことで特に「四万やまぐち館」との縁を深めることになった。
『出没!アド街ック天国』史上初の生放送となった2006年（平成18年）12月16日放送回では、四万やまぐち館や行き付けのカラオケスナックなどを訪れ、思い出を語っている。『朝だ!生です旅サラダ』の2010年（平成22年）4月3日放送回でも四万温泉を訪れている。
児玉は2011年（平成23年）5月16日に77歳で亡くなったが、それより少し前、最後の入院を前にして、胃癌で体調がすこぶる悪いなか、別れを告げるように四万やまぐち館にひとり宿泊している。しかし、出された料理は痛みのせいで何も口にできなかったという。

## 交通アクセス

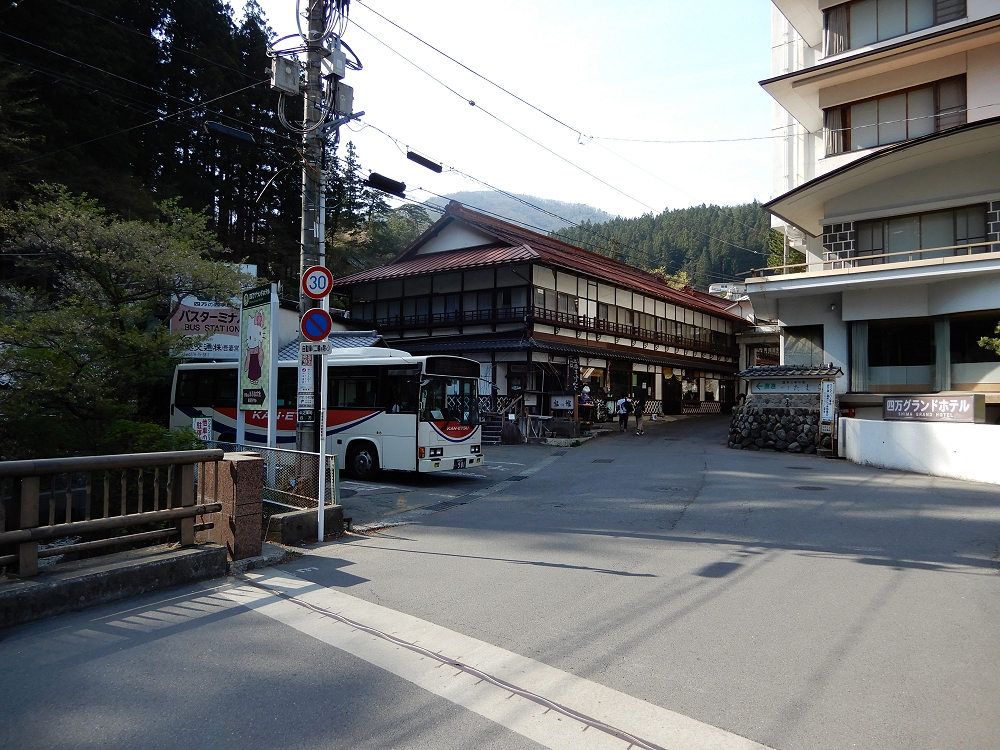
バス停「四万温泉 四万グランドホテル前」

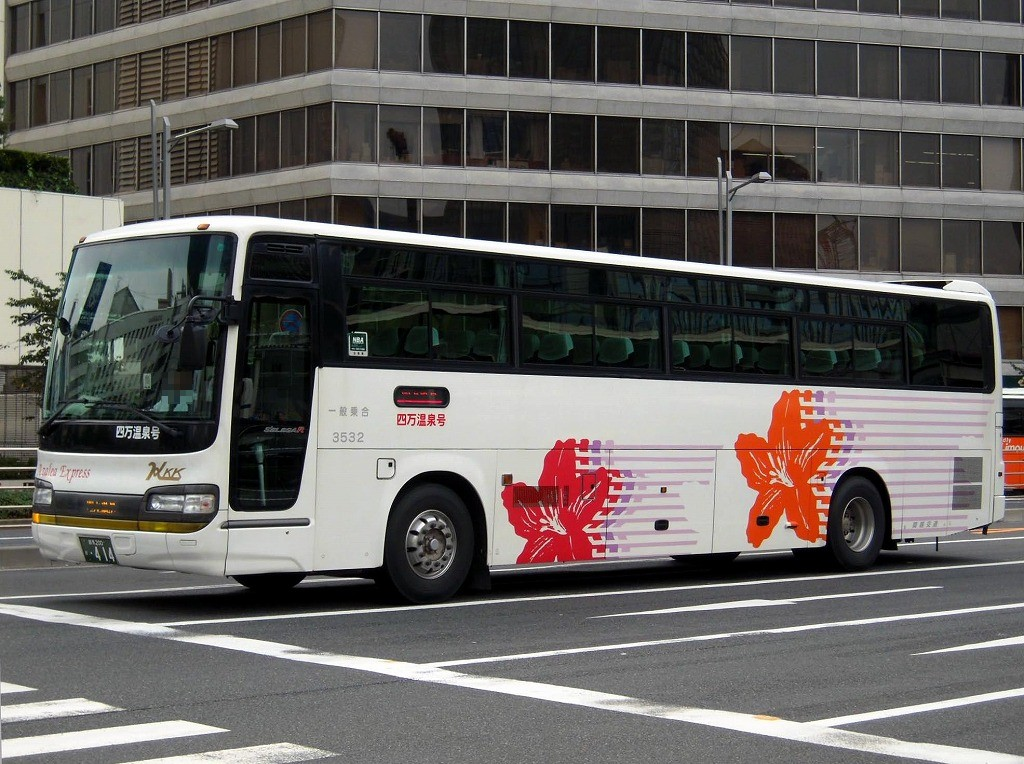
高速バス「四万温泉号」

鉄道
■JR東日本 吾妻線 ■中之条駅（特急「草津・四万」停車駅）を下車し、●関越交通のバス路線「四万線」を約40分で、バス停「SM34 四万温泉 四万グランドホテル前」（終点）に到着（「SM28 清流の湯入口」から終点まで温泉街を通過する）。
自動車
- 高速バス

●関越交通「四万温泉号」
東京駅・渋川駅等と、小野上温泉・沢渡温泉・四万温泉を直結。通年運行（1日1往復。冬季・春季は増便）。実車距離約182キロメートル。所要時間（見込み）4時間05分。
2004年（平成16年）運行開始。
●関越交通「伊香保四万温泉号」
東京駅・川越駅・渋川駅等と、伊香保温泉および四万温泉を直結。季節運行（冬季・春季のみ）。実車距離約195キロメートル。所要時間（見込み）5時間05分～5時間15分。
2015年（平成27年）10月30日運行開始。
●関越交通「伊香保四万温泉号羽田線」
羽田エアポートガーデンバスターミナル（羽田空港第3ターミナル隣接）と、伊香保温泉および四万温泉を直結。通年運行。実車距離約204キロメートル。所要時間（見込み）4時間35分～4時間40分。
2023年（令和5年）11月1日運行開始。
- 自家用車

■関越自動車道 ■渋川伊香保ICより、国道17号・国道353号を経由して約35キロメートル、約55分。

## 特記事項
四万温泉には、交通信号機、有料駐車場、歩道橋、ネオンサイン、コンビニエンスストア、ファーストフード店、ファミリーレストランが無く、都会の喧騒とは程遠い世界になっている。

## 関連作品
- 映画『天国の駅 HEAVEN STATION』

1984年（昭和59年）公開の東映映画。吉永小百合主演。劇中の舞台の一つである1950年代の日本の温泉地を再現するということで、ロケ地に選ばれたのが、新那須温泉（栃木県）を中心に、四万温泉（群馬県）、修善寺温泉（静岡県）、塩原温泉（栃木県）などであった。「天国の駅 HEAVEN STATION#ロケ地」にて詳説。
- 日本名作ドラマ『伊豆の踊子』

1993年（平成5年）のテレビドラマ。製作はテレビ東京。主演は早勢美里と木村拓哉。ロケ地の一つとして四万温泉が選ばれている。
- アニメ映画『千と千尋の神隠し』

2001年（平成13年）公開。スタジオジブリ製作。宮崎駿監督作品。先述のとおり、四万温泉の積善館などが舞台のモデルに使われたという証拠は無いが、ファンにはそのように認識されている。「#積善館 (ロケ地・モデル)」にて詳説。
- NHK連続テレビ小説『ファイト』

2005年（平成17年）のテレビドラマ。共に群馬県にある高崎市と四万温泉が2つの主要舞台となっている。「ファイト (テレビドラマ)#駒乃館」にて詳説。
- 映画『まく子』

2016年（平成28年）公開。四万温泉が舞台になっている。

## 周辺地域
- 三国山脈

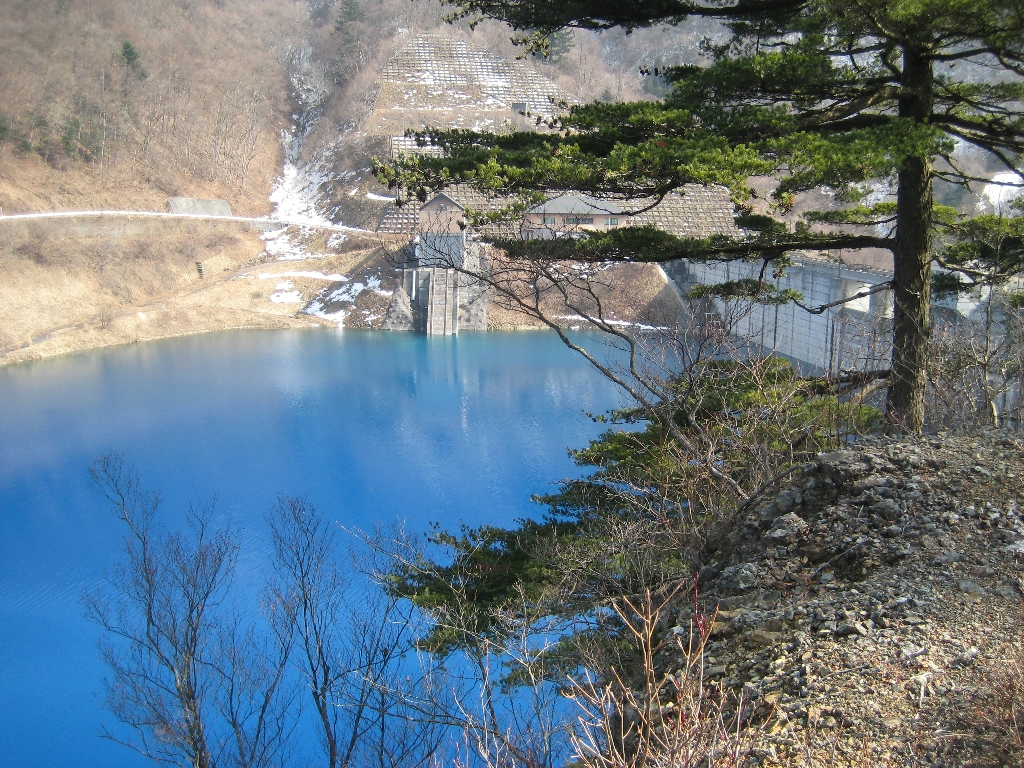
奥四万湖は目の醒めるような鮮やかな青い水が印象的。下流の四万湖も同じ。水の色は一日のうちに何回も変わる。

- 赤沢林道 - 四万から法師温泉へ到る林道で、紅葉の美しいハイキングコースとして知られる[2][57]。
- 四万川
  - 四万川ダム[gm 15]、奥四万湖
  - 日向見川
    - 摩耶の滝 [gm 16]
    - 大泉の滝 [gm 17]

  - 新湯川
    - 小倉の滝 [gm 18]

  - 桃太郎の滝 [gm 19]
  - 四万の甌穴群 [gm 20]
  - 四万湖 [gm 21]